# Demonax chapaensis
Demonax chapaensis är en skalbaggsart som beskrevs av Maurice Pic 1923. Demonax chapaensis ingår i släktet Demonax och familjen långhorningar. Inga underarter finns listade i Catalogue of Life.